# Jun Märkl
Pour les articles homonymes, voir Märkl.
Jun Märkl (né le 11 février 1959 à Munich) est un chef d'orchestre allemand.

## Biographie
Fils d'un violoniste allemand et d'une pianiste japonaise, il étudia le piano et le violon dans sa jeunesse. À partir de 1978, il continue ses études au Musikhochschule de Hanovre, étudiant le violon, le piano et la direction d'orchestre. Plus tard, il étudie à l'Université du Michigan, notamment sous la direction de Gustav Meier. Il a aussi suivi les cours de Sergiu Celibidache, et a plus tard obtenu une bourse d'études à Tanglewood, où il a étudié sous la direction de Leonard Bernstein et Seiji Ozawa.
Entre 1991 et 1997, Märkl a été directeur musical du Saarländischen Staatstheaters (théâtre d'État de la Sarre) à Sarrebruck. Entre 1994 et 2000, il a été Generalmusikdirector et directeur d'opéra au théâtre national de Mannheim. Il débuta la direction d'orchestre aux États-Unis en 1999 au Metropolitan Opera, avec Il trovatore et il y dirige à nouveau en décembre 2000 avec Turandot.
En 2005, il devient directeur musical de l'Orchestre national de Lyon (jusqu'en 2011). En septembre 2007, il devient chef principal de l'orchestre symphonique de la MDR de Leipzig, poste qu'il occupe jusqu'en 2012, avant d'être directeur musical de l'Orchestre symphonique d’Euskadi entre 2014 et 2017. En 2020, il est nommé à la tête du Taiwan Philharmonic à compter de la saison 2021.